# منطقه نورث ونکوور
منطقه شهری نورث ونکوور (به انگلیسی: District of North Vancouver) یک منطقهٔ شهری در کانادا است که در مترو ونکوور واقع شده‌است. نورت ونکوور ۱۶۰٫۷۶ کیلومتر مربع مساحت و ۸۵٬۳۹۵ نفر جمعیت دارد.